# Каллиник I

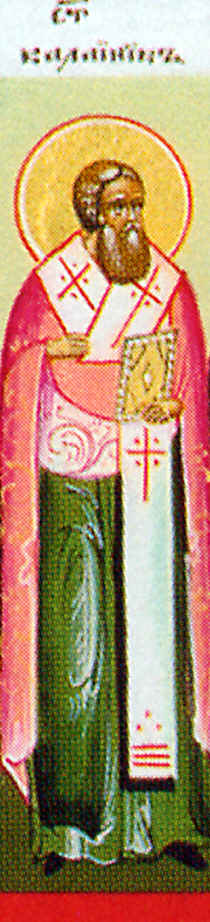

Патриарх Каллиник I (греч. Πατριάρχης Καλλίνικος Α΄; ум. август/сентябрь 705, Рим) — патриарх Константинопольский (693—705).

## Биография
Был скевофилаксом церкви Пресвятой Богородицы во Влахернах.
Став патриархом, он выступил против репрессий в отношении представителей знати и церковных деятелей, которые проводил император Юстиниан II (685—695, 705—711).
По сообщению Феофана Исповедника, Юстиниан намеревался убить патриарха Каллиника, однако ему помешал заговор будущего императора Леонтия. Патриарх принял сторону заговорщиков, сыграв решающую роль в низвержении Юстиниана II.
О взаимоотношениях Патриарха Каллиника и императора Леонтия (695—698) и Тиверия III (698—705) источники не сообщают.
Вернувшись к власти, Юстиниан II приступил к репрессиям против всех, кто были причастны к его низвержению. Патриарх Каллиник был ослеплён и сослан в Рим.
Согласно Житию, в Риме Патриарх Каллиник по приказу императора был заживо замурован в стену. Когда через 40 дней кладку вскрыли, он был ещё жив, однако скончался через 4 дня от истощения.
Погребён в церкви святых апостолов Петра и Павла по личному распоряжению папы Римского, вероятно Иоанна VII (705—707), которому в видении повелели совершить это сами апостолы.

## Почитание
Каллиник I канонизирован Константинопольской православной церковью. Память 23 августа (5 сентября), 28, 30 августа.